# Karatgurk
Die Karatgurk waren sieben Schwestern, die in der australischen Aborigine-Mythologie der Ureinwohner des südostaustralischen Bundesstaates Victoria das in der westlichen Astronomie als Plejaden bekannte Sternbild repräsentierten.
Nach einer Legende der Wurundjeri vom Volk der Kulin besaßen in der Traumzeit nur die Karatgurk das Geheimnis des Feuers. Jede von ihnen trug eine glühende Kohle am Ende ihres Grabstocks, mit der sie die Süßkartoffeln (Murnong) kochen konnten, die sie aus dem Boden gruben. Die Schwestern weigerten sich, ihre Kohlen mit jemandem zu teilen, aber schließlich wurden sie von der mythologischen Vogelfigur Crow dazu gebracht, ihr Geheimnis zu verraten. Nachdem er einige Schlangen in einem Ameisenhügel vergraben hatte, rief Crow die Karatgurk-Frauen zu sich und erzählte ihnen, dass er Ameisenlarven entdeckt hatte, die schmackhafter als Süßkartoffeln waren. Die Frauen begannen zu graben und verärgerten damit die Schlangen, die sie angriffen. Kreischend schlugen die Schwestern mit ihren Grabstöcken auf die Schlangen ein und trafen sie mit solcher Wucht, dass die glühenden Kohlen davonflogen. Crow, die darauf gewartet hatte, sammelte die Kohlen ein und versteckte sie in einem Sack aus Känguruhhaut. Die Frauen entdeckten den Diebstahl bald und jagten ihn, aber der Vogel flog einfach aus ihrer Reichweite, und so wurde den Menschen das Feuer gebracht.
Danach wurden die Karatgurk-Schwestern in den Himmel gefegt. Ihre glühenden Feuerstäbe wurden zu dem Sternhaufen der Plejaden.